# Нітрити

Резонансні структури нітрит-іона

Нітри́ти — солі нітритної кислоти (HNO2).

## Фізичні властивості
|               |  |              |
| Нітрит натрію |  | Нітрит калію |

Нітрити є більш стійкимим, аніж нітритна кислота, особливо нітрити лужних металів, які плавляться без розкладання; інші ж при нагріванні розкладаються: нітрит ртуті — при 75 °C, нітрит срібла — при 140 °C, нітрит барію — при 200 °C.
Нітрити лужних і лужноземельних металів легкорозчинні, інші сполуки цього ряду, окрім нітриту срібла, мають помірну розчинність.
Усі нітрити є токсичними.

## Отримання
Нітрити лужних металів синтезують прокалюванням відповідних нітратів:
{\displaystyle \mathrm {2NaNO_{3}{\xrightarrow {t}}\ 2NaNO_{2}+O_{2}} }
Чистота кінцевого продукту за цим методом не перевищує 60 %, тому для очищення нітриту проводять перекристалізацію, котра збільшує його вміст до 99 %. При використанні відновників на кшталт коксу, свинцю або заліза стає можливим відновлення нітрату за помірних температур й отримання кращого виходу:
{\displaystyle \mathrm {2NaNO_{3}+C\longrightarrow 2NaNO_{2}+CO_{2}} }
{\displaystyle \mathrm {NaNO_{3}+Pb\longrightarrow NaNO_{2}+PbO} }
Деякі нітрити можна отримати шляхом пропускання суміші оксидів азоту крізь розчини їхніх гідроксидів, карбонатів або сульфідів:
{\displaystyle \mathrm {Ba(OH)_{2}+NO+NO_{2}\longrightarrow Ba(NO_{2})_{2}+H_{2}O} }
При використанні оксиду азоту(III) вдається отримати практично чисті розчини нітритів:
{\displaystyle \mathrm {Li_{2}O+N_{2}O_{3}\longrightarrow 2LiNO_{2}} }
{\displaystyle \mathrm {2NH_{3}+N_{2}O_{3}+H_{2}O\longrightarrow 2NH_{4}NO_{2}} }
Для синтезу малорозчинного нітриту срібла або інших стійких нітритів застосовується реакція обміну у розчині:
{\displaystyle \mathrm {AgNO_{3}+NaNO_{2}\longrightarrow AgNO_{2}\downarrow +\ NaNO_{3}} }
{\displaystyle \mathrm {KNO_{3}+NaNO_{2}\longrightarrow KNO_{2}+NaNO_{3}} }

## Хімічні властивості
Як солі, що утворені слабкою кислотою, вони розкладаються іншими кислотами, а у воді гідролізуються:
{\displaystyle \mathrm {NaNO_{2}+H_{2}SO_{4}\longrightarrow NaHSO_{4}+HNO_{2}} }
{\displaystyle \mathrm {KNO_{2}\rightleftarrows \ K^{+}+{NO_{2}}^{-}} }
Нітрити є доволі сильними відновниками:
{\displaystyle \mathrm {KNO_{2}+Br_{2}+H_{2}O\longrightarrow KNO_{3}+2HBr} }
При відновленні нітритів амальгамою натрію утворюються гіпонітрити:
{\displaystyle \mathrm {2NaNO_{2}+4Na^{Hg}+2H_{2}O\longrightarrow Na_{2}N_{2}O_{2}+4NaOH} }
{\displaystyle \mathrm {2AgNO_{2}+4Na^{Hg}+2H_{2}O\longrightarrow Ag_{2}N_{2}O_{2}\downarrow +\ 4NaOH} }
У рідкому аміаку реакція відновлення натрієм протікає із утворенням нітроксилатів:
{\displaystyle \mathrm {2NaNO_{2}+2Na\ {\xrightarrow {NH_{3}}}\ Na_{4}N_{2}O_{4}} }
Нітрити можуть реагувати з амінами. Ця взаємодія має велике значення для отримання діазосполук, що застосовуються як барвники:
{\displaystyle \mathrm {NaNO_{2}+R{-}NH_{2}+2HCl\longrightarrow R{-}N{=}NCl+NaCl+2H_{2}O} }

## Застосування
Нітрити використовуються як відбілювачі, складові антикорозійного покриття та вибухівки. Поширений нітрит натрію застосовується у синтезі гідроксиламіну та у виробництві органічних діазобарвників.
У харчовій промисловості застосовують нітрит калію та натрію, що у класифікації харчових додатків мають позначення E249 і E250 відповідно. Вони є фіксаторами кольору та консервантами.

## Вплив на здоров'я
Нітрити відіграють різні ролі в здоров'ї людини, як позитивні, так і негативні.

### мікробні властивості: нітрити використовуються якконсервантив обробленомум'ясі(сосиски,ковбаситощо), через їхню здатність пригнічувати рістбактерій, таких якClostridium botulinum, які можуть спричинитихарчові захворювання, що з одного боку позитивно для промисловості та зберігання м'ясних напівфабрикатів, а з іншого може мати негативний вплив на здоров'ямікробіоти кишки.
- Утворення нітрозамінів: нітрити можуть реагувати з амінами в їжі або в організмі з утворенням потенційно канцерогенних сполук, які називаються нітрозамінами. Велике споживання обробленого м'яса, що містить нітрити, пов'язано з підвищеним ризиком колоректального раку[3].
- Окислювальний стрес: Надмірне споживання нітритів може призвести до посилення перекисного окислення ліпідів і окислювального стресу, що може сприяти розвитку різних хронічних захворювань.[4]
- Канцерогенність: Дослідження 2022 року колоректального раку (КРР) на мишах, опубліковане в npj Science of Food показало, що через вісім тижнів спеціальна порода мишей APCMin[5], з підвищеним ризиком колоректального раку, які споживали сосиски, що містять нітрити, мали на 53 % більше пухлин шлунково-кишкового тракту, ніж контрольна група, а також збільшували маркери перекисного окислення ліпідів і кишковий дисбактеріоз.[3] Через 8 тижнів миші, які їли сосиски, мали на 53 % більше (P = 0,014) пухлин шлунково-кишкового тракту, ніж контрольна група, хоча аберантні вогнища крипт та вогнища муцин-депліну не відрізнялися. Маркери перекисного окислення ліпідів у сечі та сироватці крові були на 59 % (P = 0,001) та 108 % (P = 0,001) вищими, відповідно, у групі сосисок. Дисбактеріоз кишечника був очевидним у цих мишей із порівняно меншою кількістю бактерій та більшою кількістю Firmicutes. У сироватці крові натще було підвищено триметиламін-N-оксид (ТМАО) і багато тригліцеридів. Різні види фосфотидилхоліну в сироватці крові були знижені. Ці результати демонструють, що сосиски, що містять нітрити, можуть посилювати розвиток патології КРР у мишей APCMin більшою мірою, ніж сосиски без нітритів, і це пов'язано з більшим перекисним окисленням ліпідів, широкомасштабними метаболічними змінами та дисбактеріозом кишечника. Результати свідчать про те, що сосиски, що містять нітрити, можуть посилювати патологію КРР більшою мірою, ніж сосиски без нітритів, з пов'язаними метаболічними змінами та дисбактеріозом кишечника. Це підкреслює важливість розуміння ролі нітритів і нітратів у здоров'ї та захворюваннях людини з метою розробки безпечних методів лікування, заснованих на доказах.[3]

Важливо зрозуміти баланс між корисним і шкідливим впливом нітритів, щоб розробити безпечні, засновані на доказовій клінічній дієтології, рекомендації та оптимальне терапевтичне застосування.